# John Paddock
Alvin John Paddock (* 9. Juni 1954 in Oak River, Manitoba) ist ein ehemaliger kanadischer Eishockeystürmer und derzeitiger -trainer sowie General Manager.

## Karriere

### Als Spieler
John Paddock begann seine Karriere 1972 in der kanadischen Juniorenliga Western Canada Hockey League (WCHL) bei den Brandon Wheat Kings. In seiner zweiten Saison bewies er seine Qualitäten als Torschütze und Vorbereiter und erreicht 83 Punkte in 68 Spielen. Außerdem bewies er seine physische Stärke, als er 228 Strafminuten kassierte. Er wurde darauf von den Washington Capitals in der dritten Runde des NHL Amateur Draft 1974 an Position 37 ausgewählt.
Ab Herbst 1974 spielte er für die Richmond Robins in der American Hockey League (AHL), die als Farmteam der Washington Capitals fungierten. Er schaffte gleich einen guten Einstand im professionellen Eishockey mit 26 Toren und 22 Torvorlagen in seiner ersten Saison und empfahl sich somit für seine ersten Einsätze in der National Hockey League (NHL), die er zu Beginn der Saison 1975/76 auch erhielt. Doch er wurde im September 1976 zu den Philadelphia Flyers transferiert, um damit ein Transfergeschäft aus dem Dezember des Vorjahres zu begleichen, als Bob Sirois von Philadelphia nach Washington gewechselt war.
In den folgenden drei Jahren spielte er nur fünf Mal für die Flyers und bestritt die Saisons hauptsächlich in der AHL bei den Springfield Indians und den Maine Mariners, mit denen er 1977 und 1978 den Calder Cup gewann. 1979/80 durfte er häufiger in der NHL spielen und zog mit den Philadelphia Flyers ins Finale um den Stanley Cup ein. Zwar spielte Paddock nur drei Spiele in den Playoffs, doch im sechsten Spiel der Finalserie stand er plötzlich im Mittelpunkt, als er den Ausgleichstreffer gegen die New York Islanders erzielte, der das Spiel in die Verlängerung führte. Dort jedoch erzielten die Islanders doch noch den Siegtreffer und gewannen dadurch den Stanley Cup.
Im August 1980 wurde er zu den Nordiques de Québec transferiert, doch auch dort konnte er sich nicht durchsetzen und kam in zwei Jahren nur 32 Mal zum Einsatz. Stattdessen spielte er in der AHL weiterhin bei den Maine Mariners und führte sie als Mannschaftskapitän an. Im Frühjahr 1982 übernahm er zusammen mit seinen Teamkameraden Dennis Patterson und Wayne Schaab bis zum Saisonende das Traineramt bei den Mariners, spielte aber trotzdem weiter für die Mannschaft. Im Januar 1983 nahmen ihn noch einmal die Philadelphia Flyers unter Vertrag und er absolvierte nochmal zehn Spiele in der NHL. Im Sommer unterschrieb er dann bei den New Jersey Devils, die ihn jedoch nicht in den NHL-Kader nahmen, sodass Paddock weiterhin bei den Maine Mariners spielte.

### Als Trainer und Manager
Im November 1983 beendete Paddock schließlich seine Karriere um Cheftrainer der Maine Mariners zu werden. Gleich in seinem ersten Jahr als Trainer führte er die Mariners zum Gewinn des Calder Cup. Er blieb noch ein weiteres Jahr bei der Mannschaft, übernahm dann aber den Trainerposten bei den Hershey Bears. Auch dort hatte er gleich Erfolg und erreichte mit den Bears das Finale der AHL-Playoffs. Unter Paddock gehörten die Bears in den folgenden Jahren zu den dominierenden Teams und gewannen schließlich 1988 den Calder Cup.
Im Mai 1989 legte er das Traineramt nieder, da er zum Assistenz-General-Manager der Philadelphia Flyers ernannt wurde. Doch nach nur einem Jahr verließ er Philadelphia und wurde Trainer der Binghamton Rangers, dem AHL-Farmteam der New York Rangers. Allerdings blieb er auch dort nur ein Jahr, denn im Sommer 1991 wurde er zum Cheftrainer der Winnipeg Jets in der NHL ernannt. Paddock führte die Mannschaft 1992 und 1993 in die Playoffs, musste im darauffolgenden Jahr einen Rückschlag hinnehmen, als nur 24 der 80 Spiele gewonnen werden konnten und die Endrunde verpasst wurde. Zum Ende der Saison übernahm Paddock zudem das Amt als General Manager der Jets. Als in der Saison 1994/95 erneut Erfolge ausblieben, legte er sein Traineramt nieder und konzentrierte sich auf seine Arbeit als General Manager. In der Position verblieb er auch, als die Winnipeg Jets im Sommer 1996 nach Phoenix im Bundesstaat Arizona umsiedelten und in Phoenix Coyotes umbenannt wurden. Im Dezember desselben Jahres wurde er jedoch entlassen.
Im September 1997 schloss er sich der Organisation der New York Rangers an und war als Director of Pro Scouting für die Sichtung von potentiellen Neuverpflichtungen für den NHL-Kader verantwortlich. 1999 gab er den Posten ab und übernahm als Cheftrainer die Hartford Wolf Pack, das AHL-Farmteam der Rangers. In der ersten Saison gewann er mit ihnen den Calder Cup und ließ zwei weitere Playoff-Teilnahmen folgen. 2002 wechselte er innerhalb der AHL zu den Binghamton Senators, dem Farmteam der Ottawa Senators, die er drei Jahre trainierte.
Als die Ottawa Senators zur Saison 2005/06 mit Bryan Murray einen neuen Trainer erhielten, wurde Paddock sein Assistent. In der Saison 2006/07 zogen sie bis ins Stanley-Cup-Finale ein, unterlagen jedoch dort den Anaheim Ducks. Kurz darauf wurde Murray zum General Manager ernannt und Paddock zum Cheftrainer der Senators befördert. Paddock konnte gleich einen guten Einstand feiern, als er die Senators mit 16 Siegen in den ersten 19 Spielen in die Saison 2007/08 und an die Spitze der Eastern Conference führte, wo die Senators auch bis zum Februar 2008 verblieben. Zwischenzeitlich betreute Paddock auch die Eastern All-Stars als Cheftrainer beim NHL All-Star Game im Januar, jedoch konnten die Senators nicht mehr an die guten Leistungen vom Beginn der Saison anknüpfen und verloren die Spitzenposition im Osten Ende Februar nach 14 Niederlagen in 21 Spielen. Paddock wurde daraufhin von den Senators entlassen.
Ein halbes Jahr später nahmen ihn die Philadelphia Phantoms aus der AHL unter Vertrag. Dort war er bis zum Saisonende 2008/09 tätig, ehe Paddock im Juli 2009 von den Philadelphia Flyers als Assistenz-General-Manager engagiert wurde. Im Jahre 2013 wurde er dann dort zum Assistenztrainer unter Craig Berube, als Peter Laviolette als Cheftrainer entlassen wurde. Im August 2014 schied er aus dieser Position aus, als Paddock als neuer Cheftrainer der Regina Pats vorgestellt wurde. Bei den Pats erhielt er in seiner ersten Saison die Dunc McCallum Memorial Trophy als bester Trainer der Western Hockey League.
2010 ehrte ihn die American Hockey League für seine Verdienste als Spieler und Trainer mit der Aufnahme in die AHL Hall of Fame.

## Erfolge und Auszeichnungen

### Als Spieler
- 1978 Calder-Cup-Gewinn mit den Maine Mariners
- 1979 Calder-Cup-Gewinn mit den Maine Mariners

### Als Trainer
- 1984 Calder-Cup-Gewinn mit den Maine Mariners
- 1988 Calder-Cup-Gewinn mit den Hershey Bears
- 1988 Louis A. R. Pieri Memorial Award (gemeinsam mit Mike Milbury)
- 2000 Calder-Cup-Gewinn mit den Hartford Wolf Pack
- 2008 NHL All-Star Game
- 2015 Dunc McCallum Memorial Trophy
- 2017 Dunc McCallum Memorial Trophy
- 2017 Lloyd Saunders Memorial Trophy